# Драматичен театър „Бранко Гавела“
Драматичен театър „Бранко Гавела“ (на хърватски: Gradsko dramsko kazalište Gavella) е театър в столицата на Хърватия, Загреб, и значим културен център на страната. Носи името на своя основател театралният режисьор, критик и педагог Бранко Гавела (1885 – 1962).

## История
Националният драматичен театър в Загреб е създаден на 29 май 1953 г. Неговите основатели са група млади актьори и режисьори начело с Бранко Гавела, който по това време е вече утвърдено име в театралния живот на Хърватия. Те настояват да се поставят на сцена по-голям брой драматични сюжети по творби на хърватски автори и особено такива свързани с историческото минало на страната. Първоначално групата работи под името Малък театър на ул. „Франкопанска“ № 8 – 10. На това място около 1913 г. е построено бившето кино „Хелиос“ от хърватския индустриалец Адолф Мюлер.
Предвид факта, че помещенията, които групата ползвала, се нуждаели от ремонт, спектаклите в началото се поставят в град Суботица. Най-после сградата е обновена и на 30 октомври 1954 г. отворя врати за публиката с постановката на Бранко Гавела „Голгота“ (Golgota) по творбата на хърватския драматург Мирослав Кърлежа.
Впоследствие през годините театърът изнася над 330 премиери и се превръща в един от най-големите театри в Хърватия. Той получава името на основателя си Гавела през 1970 г., а още по-късно е обявен и за „Градски театър“.
От 1973 г. до 1991 г., когато избухва Хърватската война за независимост, се провежда фестивалът „Гавелини вечери“ с най-добрите изпълнения на националните и градски театри на Хърватия. През 2005 г. след четиринадесетгодишно прекъсване фестивалът е възстановен.
В репертоара на театъра присъстват произведения както от хърватската драматургия, така и от световната, както съвременни заглавия, така и класически творби. Всеки сезон се играят около 20 спектакъла. Така например в репертоара на театъра могат да се видят творби на Шекспир, Антон Чехов, Шилер, Молиер, Педро Калдерон де ла Барка, Стриндберг, Бертолт Брехт, Пушкин, Михаил Булгаков, Иван Тургенев, Тенеси Уилямс и др.
От 90-те години на XX век трупата наброява 40 души, сред които много от младото поколение театрали на Хърватия.